# Максаков Володимир Якович
Максаков Володимир  Якович (нар.14 листопада 1924 — 2 листопада 1998) — заслужений працівник народної освіти України, доктор сільськогосподарських наук, професор, завідувач кафедри годівлі сільськогосподарських тварин Харківського зооветеринарного інституту.

## Біографія
Володимир Якович народився 2 листопада 1924 року в селі Комаричі Комаричського району Брянської області.
Протягом 1930-1941 років навчався в Комаричській залізничній середній школі.
З 1943 по 1945 роки вивезений на примусові роботи в Німеччину.
З 1945 по 1947 роки служба в Радянській Армії.
Протягом 1947-1948 років був практикантом-землевпорядником при Комарицькому РайЗО.
З 1948 по 1953 роки навчався в Харківському зооветеринарному інституті.
З 1953 по 1954 роки був зоотехніком Закарпатського обласного управління сільського господарства.
Протягом 1954-1957 років був головним зоотехніком Мукачівської МТС.
З 1957 по 1960 роки був аспірантом Харківського зооветеринарного інституту при кафедрі годівлі сільськогосподарських тварин.
У 1960 році захистив дисертацію на тему «Приготовление доброкачественного силоса из ботвы сахарной свеклы и использование его для откорма крупного рогатого скота» на здобуття наукового ступеню кандидата сільськогосподарських наук.
Протягом 1959-1961 років асистент Харківського зооветеринарного інституту.
З 1961 по 1964 роки був старшим науковим співробітником Науково-дослідногг інституту тваринництва Лісостепу і Полісся України.
З 1963 по 1972 роки був завідувачем лабораторії Науково-дослідного інституту тваринництва Лісостепу і Полісся України.
Протягом 1967-1976 років був членом Науково-технічної ради Міністерства сільського господарства СРСР; член науково-технічної ради Комітета Головмікробіопрому при Раді Міністрів СРСР.
У 1970 році захистив дисертацію на тему «Методы повышения эффективности использования отходов «фабричной» сахарной свеклы для кормления скота».
У 1971 році було присуджено науковий ступінь доктора сільськогосподарських наук.
Протягом 1971-1973 років був членом координаційної ради з питань годівлі сільськогосподарських тварин при ВАСГНІЛ; був членом проблемної ради з технології кормів при ВІК.
У 1972 році Володимиру Яковичу було присвоєно вчене звання професора зі спеціальності «Годівля сільськогосподарських тварин і технології кормів».
З 1972 по 1976 роки працював заступником директора Всесоюзного НДІ комбікормової промисловості та Проектно-технологічному інституті тваринництва Центрально-Чорноземної зони.
З 1974 по 1976 роки був головою методичної ради Бєлгородського товариства «Знание».
Протягом 1976-1989 роки був завідувачем кафедри годівлі сільськогосподарських тварин Харківського зооветеринарного інституту.
Протягом 1986-1998 роки був професором кафедри годівлі сільськогосподарських тварин Харківського зооветеринарного інституту.
У 1990 році було присвоєно почесне звання «Заслужений працівник народної освіти Української РСР».
Протягом 1993-1998 років був проректором з наукової роботи Харківського зооветеринарного інституту.
2 листопада 1998 року пішов із життя, похованиу у Москві.